# Comuna Letnea, Drohobîci
Letnea (în ucraineană Летня) este o comună în raionul Drohobîci, regiunea Liov, Ucraina, formată din satele Korosnîțea, Letnea (reședința) și Rivne.

## Demografie
Componența lingvistică a comunei Letnea
     Ucraineană (99,51%)
     Alte limbi (0,43%)
Conform recensământului din 2001, majoritatea populației comunei Letnea era vorbitoare de ucraineană (99,51%), existând în minoritate și vorbitori de alte limbi.